# XBoard
XBoard est une interface graphique de jeu d’échecs pour l’environnement X Window System. Il peut servir d’interface utilisateur à de nombreux programmes de jeu d'échecs, dont GNU Chess sous GNU/Linux. Il prend en charge les principales formes d’échecs, notamment les échecs chinois, japonais et thaïlandais.

## Historique
Xboard est développé par Chris et Dan Sears au début des années 1990 comme une interface graphique à GNU Chess. En 1991, Tim Mann commence à contribuer au logiciel. Il devient vite son principal développeur et en assure la maintenance.
À partir de 1994, plusieurs personnes demandent à Tim Mann comment utiliser un autre moteur que GNU Chess avec Xboard ce qui l’amène à documenter et améliorer le protocole de communication entre le moteur et l’interface graphique. Au mois de septembre 2004, il existait plus de deux-cent-cinquante moteurs interfaçables avec Xboard, parmi lesquels GNU Chess, Crafty, The Crazy Bishop, The King (Chessmaster), ou Yace. 
Le 18 octobre 2003, un espace est créé sur Savannah (la forge du projet GNU), où sera déposé quelques jours plus tard le code source de Xboard, ce qui permet aux autres développeurs de contribuer plus facilement. Tim Mann leur cède la place en cessant progressivement de contribuer au code vers la fin des années 2000.

## Aperçu
L'interface facilite l'utilisation des programmes d'échecs, la connexion aux serveurs de jeu respectant le protocole Internet Chess Server, le jeu par courriel et la lecture de parties sauvegardées.

## WinBoard
WinBoard est un portage de XBoard fonctionnant nativement sous Microsoft Windows.